# Bartlmädult
Die Bartlmädult ist ein traditionsreiches Volksfest in der niederbayerischen Stadt Landshut. Es wird seit 1339 jährlich im Spätsommer gefeiert. Der Name rührt vom Veranstaltungstermin rund um den Bartholomäustag am 24. August her. Die Bartlmädult beginnt üblicherweise am Freitag vor dem 24. August und dauert zehn Tage. Die Veranstaltung, die neben der Frühjahrsdult eines der beiden Landshuter Volksfeste ist, umfasst eine Vergnügungs- und eine Verkaufsdult.

## Geschichte
Die Ursprünge des Festes gehen auf die Gründung des Landshuter Stadtteils Freyung im Jahr 1338 zurück. Zur Förderung des Handels in dem neuen Viertel stiftete der bayerische Herzog Heinrich XIV. den Bürgern von Landshut einen Jahrmarkt:

„alla jar in der freyung ewigklich sol sein auf sand Bartholomeus tag vorhinzu achttag vnd hinnach achttag“

Die Bartlmädult wechselte wegen des stetigen Zuwachses an Verkaufsständen mehrmals ihren Standort. Von der Freyung wanderte sie zunächst auf den Regierungsplatz vor dem Dominikanerkloster. Später breitete sie sich auf die gesamte Neustadt und die Festwiese an der Niedermayerstraße aus. Erst 1949 zogen die Schaustellerbetriebe vor die Tore der Stadt auf die Grieserwiese an der Wittstraße, 1979 folgten auch die Verkaufsstände dorthin.

## Beschreibung
Der Bieranstich wird traditionell am ersten Festtag vom Oberbürgermeister vor dem Rathaus vollzogen, gefolgt vom Auszug zum Festgelände. An beiden Freitagen findet nach Einbruch der Dunkelheit ein großes Feuerwerk (Eröffnungsfeuerwerk bzw. Musikfeuerwerk der Festwirte) statt. Üblicherweise gibt es drei unterschiedlich große Festzelte: das größte (90 × 30 Meter) am südwestlichen Ende der Grieserwiese, das zweitgrößte (70 × 35 Meter) auf der gegenüberliegenden nordöstlichen Seite und ein wesentlich kleineres (35 × 25 Meter) in der Mitte an der Isar gelegenen Preysingallee.